# Campoplex pomorum
Campoplex pomorum là một loài tò vò trong họ Ichneumonidae.